# Zdzisław Staniul
Zdzisław Staniul (ur. 3 lutego 1965 w Węgorzewie) – były polski żeglarz, trener, olimpijczyk z Barcelony 1992 i Atlanty 1996, mistrz Polski w latach 1991-1995. Startował w klasie 470 z Markiem Chocianem.
W 1984 ukończył Liceum Ogólnokształcące w Mrągowie, a w 1994 otrzymał tytuł magistra wychowania fizycznego na Akademii Wychowania Fizycznego w Gdańsku.
Uczestnik mistrzostw Europy w roku 1992 podczas których zajął 11. miejsce oraz w roku 1993 kiedy zajął 10. miejsce.
Na igrzyskach w 1992 roku w Barcelonie zajął 21. miejsce, a na igrzyskach w 1996 roku - 17. miejsce.
Był zawodnikiem Bazy Mrągowo i YKP Gdynia.
Po zakończeniu kariery sportowej podjął pracę trenera. W roku 2003 był trenerem kadry narodowej.
Jest laureatem Wielkiej Honorowej Nagrody Sportowej za 2017 rok.
W 2021 został odznaczony Krzyżem Kawalerskim Orderu Odrodzenia Polski.